# Leonberger
El Leonberger es una raza de perro originaria de Alemania que debe su nombre a la ciudad alemana de Leonberg, en Baden-Wurtemberg, donde se originó.
Se trata de un moloso de pelo largo y color pardo, esta raza se deriva de cruces de razas de gran tamaño como el san bernardo o el Gran Pirineo, producidas a principios del siglo XIX.

## Descripción

### Apariencia

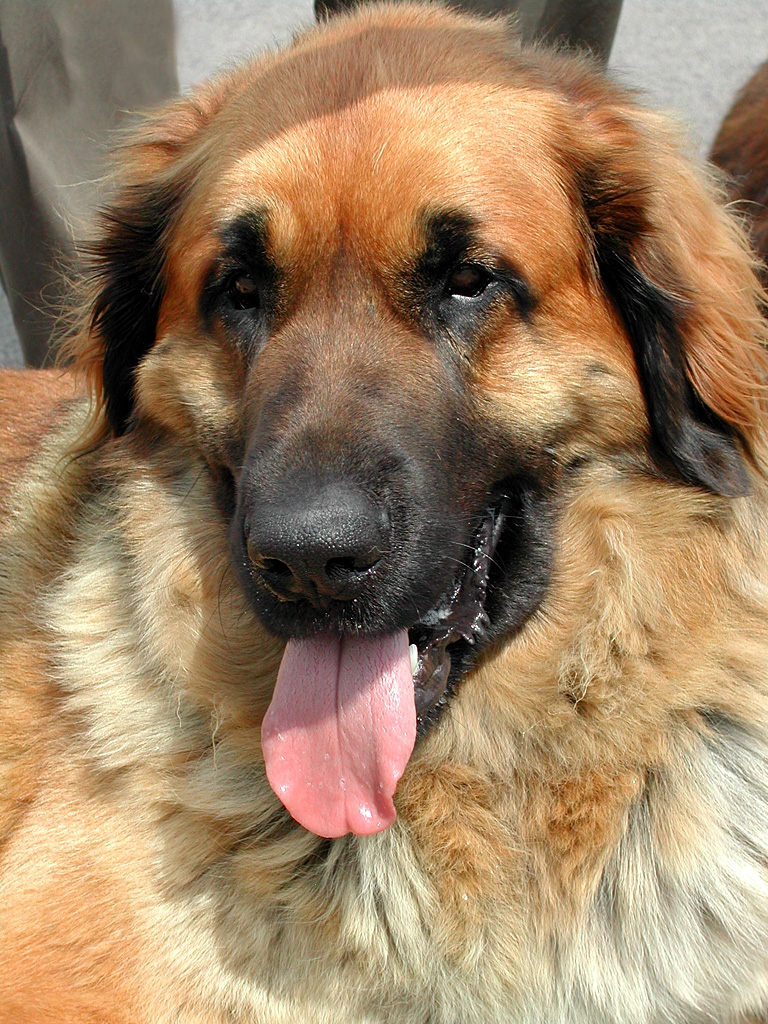
Primer plano de un Leonberger.

Este perro de montaña de generoso manto doble es un tipo de perro equilibrado, grande, musculoso y elegante de temperamento más bien tranquilo y presencia potente.
La cabeza erguida orgullosa, está adornada con una impactante máscara negra que proyecta la expresión distintiva de inteligencia, orgullo y amabilidad propia de la raza.
Permanece fiel a sus raíces siendo capaz de actuar como perro de compañía, de trabajo y de búsqueda y rescate (particularmente en el agua). El sorprendentemente ágil para su tamaño Leonberger es razonable y coordinado, combinando fuerza y elegancia en el movimiento. Raza dimórfica, el Leonberger posee tanto una forma muy masculina en machos como muy femenina en hembras, lo que hace inmediatamente discernible su género. Cuando está adecuadamente entrenado y socializado, el Leonberger es un perro vigilante, leal y en el  que se puede confiar en cualquier situación. Robusto, adaptable, obediente, inteligente, juguetón y  amable, es una compañía adecuada para la vida en familia en las condiciones actuales.

### Tamaño y proporciones
Altura a la cruz:
- Macho 28 pulgadas (71,1 cm) a 31,5 pulgadas (80,0 cm)- con una media de 29,5 pulgadas (74,9 cm)[2][3]
- Hembra: 25,5 pulgadas (64,8 cm) a 29,5 pulgadas (74,9 cm)- con una media de 27,5 pulgadas (69,9 cm)[2][3]

Peso:
- Machos: 120 libras (54,4 kg) - 170 libras (77,1 kg) de media, de 140 libras (63,5 kg) a 150 libras (68,0 kg)
- Hembras: 100 libras (45,4 kg) - 135 libras (61,2 kg) de media 115 libras (52,2 kg)

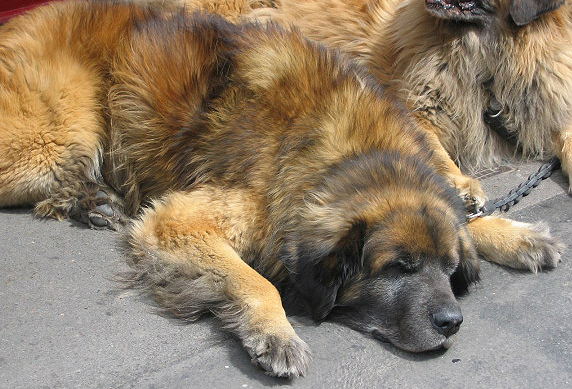
Leonberger durmiendo.

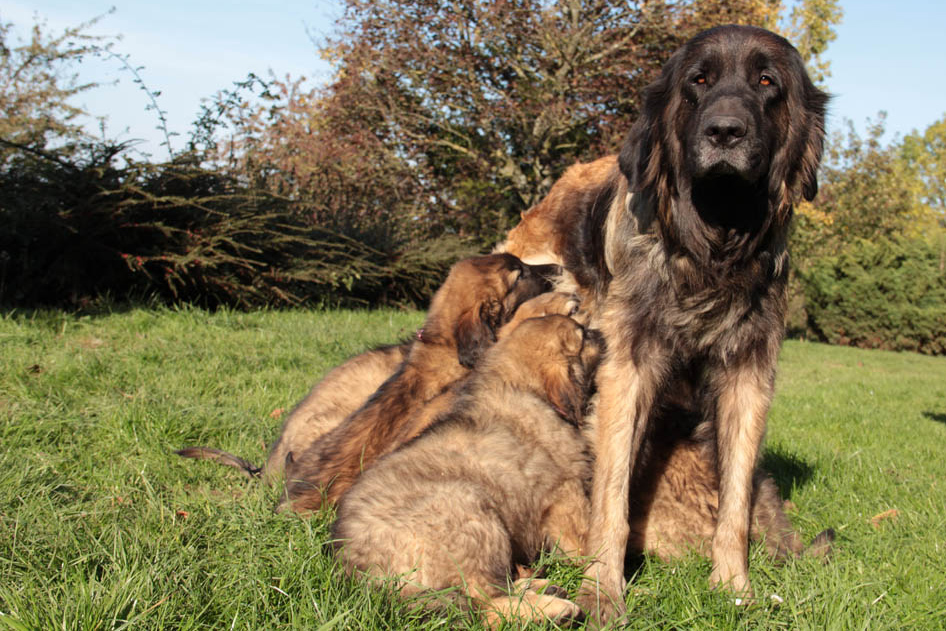
Hembra con sus cachorros.

Para un Leonberger maduro, la altura a la cruz es idealmente la media del rango de la raza,
de 28 pulgadas (71,1 cm) a 35 pulgadas (88,9 cm) para machos y de 25,5 pulgadas (64,8 cm) a 29 pulgadas (73,7 cm) para hembras. El peso de su cuerpo bien musculado está en directa proporción a su tamaño. Asumiendo elegantemente una construcción rectangular, el Leonberger es un perro bien balanceado en forma y función; la proporción de su altura por su longitud es alrededor de 9 a 10.
Necesariamente para un movimiento eficiente y proveer una silueta armoniosa, sus ángulos frontales y traseros son moderados.
Capaz de pedir trabajo, su compostura se apoya sin esfuerzo en una buena musculatura sobre huesos anchos y pesados. Con un pecho espacioso, suficientemente ancho y profundo para realizar su trabajo, en su perfil el pecho se curva hacia el interior del esternón.

## Cultura popular
- La película Grumpy Cat's Worst Christmas Ever presenta a un Leonberger que se convierte en víctima de un secuestro de perros, coprotagonizado por la famosa Grumpy Cat.
- En la historia Murphy and the Great Surf Rescue de la serie de libros infantiles Puppy Academy de Gill Lewis, Murphy es un cachorro Leonberger cuya habilidad especial es nadar.